# Teorema del passo montano
Il teorema del passo montano è un importante risultato in calcolo delle variazioni che dimostra, sotto certe ipotesi, l'esistenza di punti di sella per i funzionali. Tale teorema è spesso usato per dimostrare l'esistenza di soluzioni di equazioni differenziali o per dimostrare la non unicità di tali soluzioni.

## Teorema
Sia {\displaystyle E} uno spazio di Banach e sia {\displaystyle J\colon E\to \mathbb {R} } un funzionale di classe {\displaystyle C^{1}} che soddisfa la condizione di Palais-Smale (formulazione forte). Siano {\displaystyle u_{0}} e {\displaystyle u_{1}} in {\displaystyle E}, {\displaystyle c_{0}\in \mathbb {R} } e {\displaystyle R>0} tale che 
1. {\displaystyle \Vert u_{0}-u_{1}\Vert >R};
2. per ogni {\displaystyle v\in E} tale che {\displaystyle \Vert u_{0}-v\Vert =R,} {\displaystyle \max\{J(u_{0}),J(u_{1})\}<c_{0}\leq J(v)}.

Allora, {\displaystyle J} ha un valore critico {\displaystyle c\geq c_{o}}, definito da {\displaystyle c=\inf _{\gamma \in {\mathcal {P}}}\max _{t\in [0,1]}J(\gamma (t)),} dove {\displaystyle {\mathcal {P}}} è l'insieme di tutte le curve continue , ovvero {\displaystyle {\mathcal {P}}=\{\gamma \colon [0,1]\to E|\gamma (0)=u_{0}\;{\textit {e}}\;\gamma (1)=u_{1}\}}.

### Dimostrazione
Siccome ogni curva {\displaystyle \gamma \colon [0,1]\to E} tale che {\displaystyle \gamma (0)=u_{0}} e {\displaystyle \gamma (1)=u_{1}}, per l'ipotesi 1, deve attraversare la sfera {\displaystyle \{v\in E|\Vert v-u_{0}\Vert =R\}}, si ha che {\displaystyle c\geq c_{0}}. Assumiamo per assurdo che {\displaystyle c} non sia un valore critico. Allora, possiamo trovare {\displaystyle \varepsilon _{0}>0} e un flusso {\displaystyle \eta } come quello nel lemma di deformazione tale che per ogni {\displaystyle 0<\varepsilon <\varepsilon _{0}} si ha {\displaystyle \eta (1,{J^{-1}((-\infty ,c+\varepsilon ])})\subset \{J^{-1}((-\infty ,c-\varepsilon ])\}}. Preso {\displaystyle \varepsilon _{0}} tale che {\displaystyle \max\{J(u_{0}),J(u_{1})\}<c-\varepsilon _{0}} e posto {\displaystyle \zeta (t)=\eta (1,\gamma (t))}, allora {\displaystyle \max _{t\in [0,1]}J(\zeta (t))\leq c-\varepsilon }.
Allora, {\displaystyle \zeta (0)=\eta (1,u_{0})=u_{0}} e {\displaystyle \zeta (1)=\eta (1,u_{1})=u_{1}} (vedi proprietà 3 del lemma della deformazione). Per quanto detto {\displaystyle \zeta \in {\mathcal {P}}} ma il fatto che {\displaystyle \max _{t\in [0,1]}J(\zeta (t))\leq c-\varepsilon } contraddice la definizione di {\displaystyle c}.

## Visualizzazione
Il teorema può essere visualizzato con la metafora di un passo di montagna (da cui il nome al teorema). Partendo da un punto {\displaystyle u_{0}} circondato da monti (punti che hanno altezza maggiore del punto in cui ci si trova) e camminando per raggiungere un punto {\displaystyle u_{1}} fuori dalla catena montuosa, dovendo prima salire e poi scendere, si incontrerà necessariamente un punto critico. In base al teorema, il punto critico trovato è sempre un punto di sella. Questo rende il teorema piuttosto singolare, dato che la maggior parte dei teoremi di esistenza di punti critici riguardano punti di minimo e/o massimo.